# Село Тайманова
Тайманова (также село Орынбая Тайманова; каз. Тайманов, до 1992 г. — Нижний Боралдай) — село в Байдибекском районе Туркестанской области Казахстана. Входит в состав Боралдайского сельского округа. Находится на реке Боралдай. Код КАТО — 513645700.

## Население
В 1999 году население села составляло 830 человек (410 мужчин и 420 женщин). По данным переписи 2009 года, в селе проживали 1233 человека (612 мужчин и 621 женщина).